# Parque nacional Islas Newry
Islas Newry es un parque nacional en Queensland (Australia), ubicado a 847 km al noroeste de Brisbane.

## Datos
- Área: 4,64 km²
- Coordenadas: 20°51′06″S 148°53′58″E / -20.85167, 148.89944
- Fecha de Creación: 1938
- Administración: Servicio para la Vida Salvaje de Queensland
- Categoría IUCN: II

Véase también:
- Zonas protegidas de Queensland

- Datos: Q423134